# Пен Дехуай
Пен Дехуай (кит. 彭德怀; 24 жовтня 1898, Сянтань, Імперія Цін — 29 листопада 1974, Пекін, КНР) — китайський революціонер, військовий та державний діяч, маршал КНР (23 вересня 1955), соратник Мао Цзедуна. Під час Громадянської війни в Китаї, а також війни з Японією — один із польових командирів військ КПК, пізніше очолював добровольчі війська Китаю, які брали безпосередню участь у Корейській війні. 1954 року став першим міністром національної оборони КНР, однак уже за п'ять років був позбавлений усіх нагород, звань та посад після того як пішов на відкритий конфлікт із Мао Цзедуном.